# Thiemo de Bakker
Thiemo Carsten Jannick de Bakker (* 19. September 1988 in Den Haag) ist ein niederländischer Tennisspieler.

## Leben und Karriere
Nachdem de Bakker 2006 das Junioren-Grand-Slam-Turnier in Wimbledon gewonnen hatte, bekam er eine Wildcard für sein erstes ATP Turnier in Amersfoort. Dort sorgte er für eine Überraschung, als er Julien Benneteau (Weltranglisten-53.) in der ersten Runde schlug. In der zweiten Runde schied er dann gegen Benneteaus Landsmann Marc Gicquel aus.
Danach spielte de Bakker wieder Futureturniere und konnte bis zum Ende des Jahres auch seine ersten Turniere in dieser Klasse gewinnen.
Im Jahr 2007 spielte de Bakker bei den Herren hauptsächlich bei den zweitklassigen Challengers und den drittklassigen Futures. In Wimbledon trat er das erste Mal bei einem Grand-Slam-Turnier an und verlor gegen Wayne Arthurs in 5 Sätzen.
Im nächsten Jahr wurde er erstmals für niederländische Davis-Cup-Mannschaft nominiert und konnte bei seinem Debüt in der Begegnung gegen Mazedonien zwei Siege feiern.

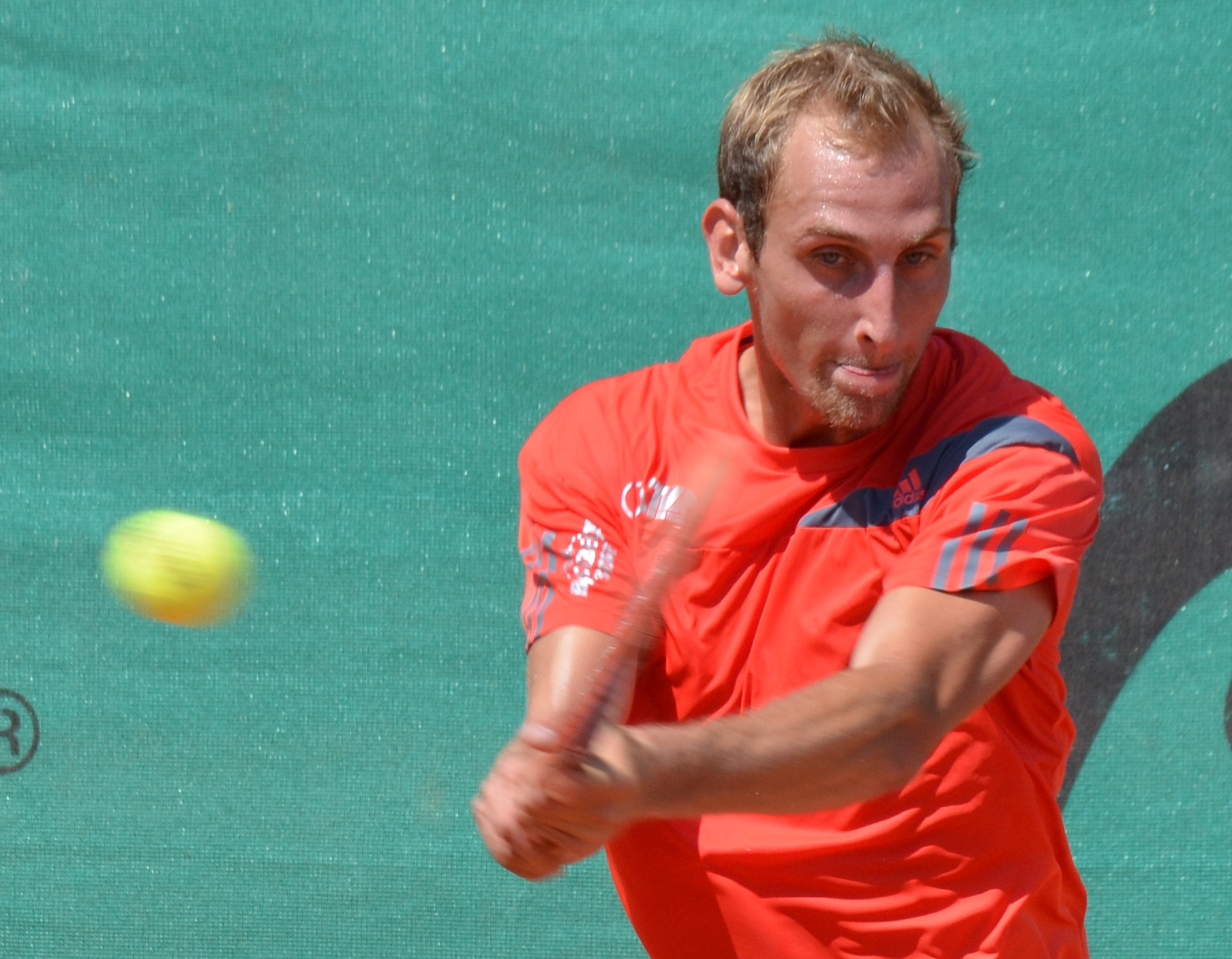
Thiemo de Bakker in der 2. Bundesliga

2009 spielte de Bakker nur noch Challengers und ATP-Turniere und konnte dort durchaus Achtungserfolge erzielen. Unter anderem gelangen ihm Siege gegen Rainer Schüttler in München oder gegen Gaël Monfils im Davis Cup.
Das Jahr konnte er erstmals unter den besten 100 Tennisspielern der Welt abschließen (Rang 96). Er ist somit der erste niederländische Spieler seit Raemon Sluiter im Jahr 2004, dem dies gelang.
2010 erreichte de Bakker in New Haven und Barcelona jeweils das Halbfinale. Bei den Grand-Slam-Turnieren in Paris, Wimbledon und den US Open schied er in der dritten Runde aus. Seine beste Weltranglistenposition erreichte er im Juli 2010 mit Platz 40.
Im Jahr 2013 gelang ihm beim Sandplatzturnier im schwedischen Båstad der Sprung ins Halbfinale. Auf seinem Weg dorthin schaltete er mit Tomáš Berdych die aktuelle Nummer sechs der Weltrangliste aus, bevor er dem späteren Turniersieger Carlos Berlocq unterlag.
In der deutschen Tennis-Bundesliga spielte de Bakker 2012 für den TV Reutlingen in der 2. Bundesliga, 2013 eine Saison in der 1. Liga für den Aufsteiger Bremerhavener TV 1905. Nach dem Aufstieg der Reutlinger in die 1. Liga, kehrte er 2014 nach Reutlingen zurück, wo er auch 2015 in der zweiten Liga spielte.

## Erfolge
| Legende (Anzahl der Siege)  |
| Grand Slam                  |
| ATP World Tour Finals       |
| ATP World Tour Masters 1000 |
| ATP World Tour 500          |
| ATP World Tour 250          |
| ATP Challenger Tour (17)    |

### Einzel

#### Turniersiege
| Nr. | Datum             | Turnier                | Belag     | Finalgegner      | Ergebnis        |
| --- | ----------------- | ---------------------- | --------- | ---------------- | --------------- |
| 1.  | 2. August 2009    | Tampere                | Sand      | Peter Luczak     | 6:4, 7:67       |
| 2.  | 15. August 2009   | Vigo                   | Sand      | Thierry Ascione  | 6:4, 4:6, 6:2   |
| 3.  | 23. August 2009   | Donostia-San Sebastián | Sand      | Filip Krajinović | 6:2, 6:3        |
| 4.  | 6. September 2009 | Brașov                 | Sand      | Pere Riba        | 7:5, 6:0        |
| 5.  | 16. Juli 2012     | Bercuit                | Sand      | Victor Hănescu   | 6:4, 3:6, 7:5   |
| 6.  | 4. September 2012 | Alphen aan den Rijn    | Sand      | Simon Greul      | 6:4, 6:2        |
| 7.  | 8. Oktober 2012   | San Juan               | Sand      | Martín Alund     | 6:2, 3:6, 6:2   |
| 8.  | 20. April 2014    | Santiago de Chile      | Sand      | James Duckworth  | 4:6, 7:610, 6:1 |
| 9.  | 25. Oktober 2015  | Las Vegas              | Hartplatz | Grega Žemlja     | 3:6, 6:3, 6:1   |
| 10. | 31. Oktober 2015  | Monterrey              | Hartplatz | Víctor Estrella  | 7:61, 4:6, 6:3  |
| 11. | 22. Juli 2018     | Scheveningen           | Sand      | Yannick Maden    | 6:2, 6:1        |

### Doppel

#### Turniersiege
| Nr. | Datum             | Turnier             | Belag     | Partner            | Finalgegner                              | Ergebnis          |
| --- | ----------------- | ------------------- | --------- | ------------------ | ---------------------------------------- | ----------------- |
| 1.  | 15. August 2009   | Vigo                | Sand      | Raemon Sluiter     | Pedro Clar Rosselló Albert Ramos Viñolas | 7:65, 6:2         |
| 2.  | 5. September 2011 | Alphen aan den Rijn | Sand      | Antal van der Duim | Matwé Middelkoop Igor Sijsling           | 6:4, 6:74, [10:6] |
| 3.  | 10. August 2013   | Rio de Janeiro      | Sand      | André Sá           | Marcelo Demoliner João Souza             | 6:3, 6:2          |
| 4.  | 17. Mai 2015      | Bordeaux            | Sand      | Robin Haase        | Lucas Pouille Serhij Stachowskyj         | 6:3, 7:5          |
| 5.  | 31. Oktober 2015  | Monterrey           | Hartplatz | Mark Vervoort      | Paolo Lorenzi Fernando Romboli           | kampflos          |
| 6.  | 7. April 2019     | Sophia Antipolis    | Sand      | Robin Haase        | Enzo Couacaud Tristan Lamasine           | 6:4, 6:4          |

#### Finalteilnahmen
| Nr. | Datum            | Turnier   | Belag         | Partner           | Finalgegner                     | Ergebnis         |
| --- | ---------------- | --------- | ------------- | ----------------- | ------------------------------- | ---------------- |
| 1.  | 17. Februar 2013 | Rotterdam | Hartplatz (i) | Jesse Huta Galung | Robert Lindstedt Nenad Zimonjić | 7:5, 3:6, [8:10] |